# Yolanda Hoogtanders
Y.F.W. (Yolanda) Hoogtanders (Echt, 1972) is een Nederlandse econoom, organisatieadviseur, VVD-politicus en bestuurder. Sinds 20 september 2023 is zij burgemeester van Roermond.

## Biografie

#### Maatschappelijke carrière
Hoogtanders studeerde algemene economie in Tilburg. Na haar afstuderen ging zij werken bij KPMG. Sinds 2001 is zij directeur/eigenaar van een organisatieadviesbureau genaamd Policy Productions. Ze was van 2018 tot 2022 directeur van Werkom, een gemeenschappelijke regeling op het gebied van sociale werkvoorziening. Zij was voorzitter van de raad van toezicht van het IJburg College en lid van de raad van commissarissen van Wooncompagnie.

#### Politieke carrière
Hoogtanders was namens de VVD van 24 maart 2022 tot 30 juni 2023 gemeenteraadslid van Amsterdam. Zij was woordvoerder op het gebied van sociale zaken, opvang, zorg en maatschappelijke ontwikkeling, armoede en schuldhulpverlening, publieke gezondheid en preventie, MBO-agenda, jongerenwerk, volwasseneducatie, gemeentelijk vastgoed en democratisering.

#### Burgemeester van Roermond
Hoogtanders werd op 19 juni 2023 door de gemeenteraad van Roermond voorgedragen als nieuwe burgemeester als opvolger van waarnemend burgemeester van Roermond Onno Hoes. Op 8 september dat jaar werd zij door de ministerraad voorgedragen voor benoeming bij koninklijk besluit met ingang van 20 september dat jaar. Op die dag vond ook de installatie en beëdiging plaats.
Hoogtanders heeft als burgemeester van Roermond openbare orde, integrale veiligheid en handhaving in haar portefeuille. Zij vertegenwoordigt de gemeente in onder andere de Veiligheidsregio Limburg-Noord, de Regionale Eenheid Limburg en de Euregio Rijn-Maas Noord. Naast haar nevenfuncties ambtshalve is zij voorzitter van Stichting 1443.

#### Privéleven
Hoogtanders is geboren en getogen in Limburg. Zij woonde tot haar achttiende in Echt. Ze is getrouwd en moeder van vier kinderen.